# Brodce (Kadaň)
Brodce (německy Prödlas) jsou malá vesnice, část města Kadaň v okrese Chomutov. Nachází se asi čtyři kilometry jihozápadně od Kadaně. Brodce leží v katastrálním území Pastviny o rozloze 1,23 km² a Úhošť o rozloze 1,89 km². Katastrální území Pastviny vzniklo oddělením ze staršího katastrálního území, ve kterém ležela zaniklá obec Pastviny.

## Název
Název vesnice je zdrobnělinou slova brod. V historických listinách se jméno vyskytuje například ve tvarech: Brodecz (1460), in Brodczych (1488), Brodeczno (1593), Prödles (1614), Predles (1654), Prödlas (1787) nebo Brödlas (1846).

## Historie
První písemná zmínka o vesnici pochází z roku 1373. Podruhé byly Brodce zmíněny roku 1460, když Otto z Ilburka prodával panství hradu Egerberk Bossovi z Fictumu. Fictumům patřilo až do roku 1557, kdy je koupil Bohuslav Felix Hasištejnský z Lobkovic. Lobkovicové statek prodali Linhartu staršímu Štampachovi ze Štampachu, jehož syn se aktivně zúčastnil stavovského povstání v letech 1618–1620, za což byl odsouzen ke ztrátě majetku. Zkonfiskované vesnice roku 1623 koupil Kryštof Šimon Thun a připojil je ke kláštereckému panství. U něj vesnice zůstala až do zrušení poddanství.
Podle berní ruly z roku 1654 v Brodcích žilo šest chalupníků a jeden poddaný bez pozemků, který choval jednu krávu a jednu jalovici. Chalupníkům patřilo celkem osm potahů, dvanáct krav a pět jalovic. Jeden z nich pracoval jako švec a jiný provozoval mlýn s jedním kolem. Na polích se pěstovalo žito.
V devatenáctém století bylo hlavním zdrojem obživy obyvatel zemědělství a ve vsi fungovaly dva mlýny. Ve třicátých letech dvacátého století už zde byl pouze jeden mlýn, pila a stoupa na drcení seladonitu, který se pod názvem kadaňská hlinka těžil pod Úhoštěm. Ze služeb byly k dispozici jen trafika a hospoda. Po druhé světové válce došlo k vysídlení Němců, ale na jejich místo se přistěhovali noví obyvatelé. Roku 1963 byly v okolí založeny sady hrušní (16 hektarů) a višní (12 hektarů), které v neudržovaném stavu existovaly ještě na konci dvacátého století. V sedmdesátých letech začal počet obyvatel klesat, až se vesnice téměř vylidnila.

## Přírodní poměry
Brodce stojí asi čtyři kilometry jihozápadně od Kadaně v katastrálním území Pastviny s rozlohou 1,23 km². To leží v severní části Doupovských hor v okrsku Jehličenská hornatina. Nejvyšší bod území se nachází na východě, kde hranice dosahuje téměř k vrcholu vrchu Lipová (549 metrů), a nejnižší bod je u Donínského potoka na severním okraji vesnice. Geologické podloží tvoří třetihorní magmatické horniny, z nichž převažují alkalické bazalty a tefrity, ale v jižní části území se vyskytují olivinické bazalty a bazanity. Na nich se vyvinul půdní typ kambizem eutrofní.
Území odvodňuje především Donínský potok a jeho pravostranný přítok Pastvinský potok, ale voda z jižní části odtéká také bezejmenným přítokem Úhošťanského potoka. Oba potoky patří k povodí Ohře.
V rámci Quittovy klasifikace podnebí se celé území nachází v mírně teplé oblasti MT7, pro kterou jsou typické průměrné teploty −2 až −3 °C v lednu a 16–17 °C v červenci. Roční úhrn srážek dosahuje 650–750 milimetrů, počet letních dnů je 30–40, počet mrazových dnů se pohybuje mezi 140–160 a sněhová pokrývka zde leží 60–80 dnů v roce.
Celé katastrální území je součástí rozsáhlé evropsky významné lokality Doupovské hory a stejnojmenné ptačí oblasti. U západní hranice území s vojenským újezdem Hradiště roste v údolí Pastvinského potoka skupina památných stromů tvořená devíti smrky ztepilými a 23 modříny opadavými.

## Obyvatelstvo
Při sčítání lidu v roce 1921 zde žilo 56 obyvatel (z toho 25 mužů). Všichni byli německé národnosti a členy římskokatolické církve. Podle sčítání lidu z roku 1930 zde žilo 52 obyvatel, kteří byli s výjimkou jednoho Čecha a čtyř cizinců německé národnosti. Dva lidé byli bez vyznání a ostatní se hlásili k římskokatolické církvi.
|           | 1869 | 1880 | 1890 | 1900 | 1910 | 1921 | 1930 | 1950 | 1961 | 1970 | 1980 | 1991 | 2001 | 2011 | 2021 |
| --------- | ---- | ---- | ---- | ---- | ---- | ---- | ---- | ---- | ---- | ---- | ---- | ---- | ---- | ---- | ---- |
| Obyvatelé | 67   | 67   | 77   | 59   | 58   | 56   | 52   | 25   | 57   | 43   | 18   | 5    | 14   | 16   | 20   |
| Domy      | 12   | 11   | 12   | 12   | 11   | 12   | 11   | 11   | —    | 11   | 6    | 10   | 4    | 9    | 7    |

## Obecní správa
Brodce nikdy nebyly samostatnou obcí. Po zrušení poddanství se v roce 1850 staly osadou Pastvin, ale při sčítání lidu v letech 1869–1910 patřily ke Zvoníčkovu. V letech 1921 a 1930 patřily opět k Pastvinám. V souvislosti se zřízením vojenského újezdu Brodce roku 1953 zanikly a část katastrálního území Pastvin byla převedena k okresu Karlovy Vary. Při reformě území správy roku 1960 byla část území s Brodci převedena do okresu Chomutov, a vesnice se stala částí obce Úhošťany. Od 1. ledna 1989 jsou Brodce částí města Kadaň.

## Pamětihodnosti
U mostu přes Donínský potok stojí kaple Božího Milosrdenství z roku 1863.